# Dorstenia bowmanniana
Dorstenia bowmanniana là một loài thực vật có hoa trong họ Moraceae. Loài này được Baker mô tả khoa học đầu tiên năm 1873.